# Махабхарата
Махабхарата (на деванагари: महाभारत, „Велико сказание за потомците на Бхарата“) е санскритски епос състоящ се от 100 000 куплета, разделени на 18 книги, в които се разказва за 18-дневната война между 18 армии.
Според легендата мъдрецът Вяса продиктувал Махабхарата на бог Ганеша в Бадрикашрам (дн. Бадринат, щат Утаракханд). Обемът на творбата, както и многото вплетени подсюжети предполагат повече от един автор. Датирането на събитията, описани в Махабхарата, както и на самото написване на епоса са предмет на спорове. Основната част от творбата е написана преди новата ера.
Махабхарата е една от най-дългите епични поеми на света и има огромно значение за културата и религията на древна и съвременна Индия. За амбицията на нейния обхват свидетелства заявлението, което се намира в началото на първата книга „Каквото може да се намери тук, може да се намери и другаде. Каквото не може да се намери тук, не може да се намери другаде.“

## Родословието на Пандавите и Кауравите
Царят на Хастинапура Шантану се жени за красивата Ганга, която е богиня под прикритие. Тя се съгласява да се омъжи за него при условие, че той никога не поставя под въпрос действията ѝ. През годините те имат седем сина, но Ганга ги хвърля всичките в реката. Шантану е разстроен, но си мълчи. Когато се ражда осмият им син, Шантану не издържа повече и пита жена си коя е и защо върши това. Ганга разкрива самоличността си и казва, че децата ѝ са били обитатели на небето, но са били прокълнати да се родят като хора. Тя бързо приключва наказанието им, като ги дави при рождението им. Тъй като Шантану е задал въпрос, Ганга го напуска и му оставя последния им син Деварата, който става наследник на царството. Години по-късно, докато ловува, царят вижда Сатявати и я моли да се омъжи за него. Тя е дъщеря на рибар и вече има син, Вяса. Баща ѝ отказва да се съгласи на брака, освен ако Шантану не обещае синът му от Сатявати да стане наследник. За да реши дилемата на царя, Деварата се отказва от трона. Тъй като рибарят не е сигурен, че децата на Деварата също ще спазят обещанието, Деварата дава обет за доживотно безбрачие, заради което получава името Бхишма („страховито решителен“). Сатявати ражда на Шантану двама синове Читрангада и Вичитравиря. След смъртта на Шантану Читрангада става цар, а след като той е убит в битка, го наследява Вичитравиря. Вичитравиря се жени за принцесите Амбика и Амбалика, които са отвлечени от Бхишма, след като той побеждава в бой ухажорите им. Той отвлича и третата сестра Амба, но тя вече е сгодена и Бхишма я освобождава. Нейният годеник обаче я отхвърля заради унижението, нанесено му от Бхишма, и Амба иска от Бхишма да се ожени за нея. Верен на своя обет, Бхишма отказва. Амба се заклева, че един ден ще убие Бхишма, въпреки че боговете са му дали дар да избере деня на собствената си смърт. След като Вичитравиря умира, без да остави наследници Сатяваки иска от сина си Вяса да направи синове на вдовиците. Вяса обаче е аскет и не се е къпал дълго време, което отблъсква жените. Когато го вижда, Амбика си затваря очите и синът ѝ Дхритаращра е роден сляп. Амбалика пребледнява и синът ѝ Панду се ражда бледен. Вяса има и трети син Видура от прислужница.
Панду заема трона заради слепотата на брат си. Той се жени за Кунти и Мадри. Веднъж, докато ловува, той убива елен в акта на съвкупление. Еленът се оказва преобразен брамин (свещеник), който проклина Панду да умре, ако прави любов със съпругите си. Разбирайки, че не ще може да има деца, Панду се оттегля в гората заедно с двете си съпруги, а брат му управлява на негово място, въпреки слепотата си. Кунти обаче се моли на боговете Дхарма, Ваю и Индра за синове, използвайки специална мантра, дадена ѝ като дар от мъдреца Дурваса. От боговете тя ражда трима сина Юдхищира, Бхима и Арджуна. Кунти споделя дара си с Мадри, която ражда близнаците Накула и Сахадева от боговете-лечители, близнаците Ашвини. Панду обаче вижда Мадри да се къпе гола в гората и не може да ѝ устои, а и Мадри няма сила и воля да го отблъсне. Двамата правят любов и Панду умира, а Мадри се хвърля на погребалната му клада. Кунти отглежда петимата братя, които стават известни като Пандавите. Дхритаращра се жени за Гандхари, която си превързва очите, когато разбира, че ще се жени за слепец. След двугодишна бременност Гандхари ражда топка плът, а Вяса ѝ казва да я раздели на сто части и да ги сложи в сто съда с топено масло. По този начин тя става майка на сто сина, Кауравите, всичките родени след Юдхищира. Първородният е Дурьодхана, чието раждане е съпътствано от злокобни предзнаменования. Видура призовава Дхритаращра да се отърве от детето, но Дхритаращра го пренебрегва. Второродният е Духшасана. Между тях и Пандавите възниква съперничество и вражда още от млада възраст.

## Съперничеството
Бхишма поема отговорност за възпитанието на братовчедите, а един ден се появява и техният учител Дрона, който забелязва умението на Арджуна с лъка и му дава предимство в обучението. Веднъж той организира състезание за уцелване на дървена птичка, покачена на дърво. Той пита всеки един от принцовете какво виждат и всеки отговаря, че вижда учителя си, братята си, дървото и птичката. Единствено Арджуна отговаря, че вижда само окото на птичката и след като я уцелва Дрона му дава небесното оръжие Брахмастра. При друго съревнование по стрелба се появява непознат воин, който стреля наравно с Арджуна. Вяса пише, че това е Карна, синът на Кунти когото Кунти е родила след като е изпробвала мантрата дадена ѝ от Дурваса и ѝ се явил бога на слънцето Суря, който казал, че е принуден да изпълни молитвата ѝ, въпреки нейното нежелание. Кунти го изоставила Карна в кош, пуснат по течението на река. Нито Пандавите, нито самият Карна обаче знаят за произхода му. Пандавите му се подиграват и казват, че няма да се бият с някой, който не е от благороден произход и тогава Дурьодхана използва възможността да го привлече за съюзник като му дава малко деспотство. Дхритаращра е слабоволеви и когато Дурьодхана пораства той де факто поема управлението. Дрона иска от Пандавите да отмъстят на някогашния му приятел Друпада, който го е унижил, защото му е обещал да споделя с него богатството, но когато станал цар и Дрона му напомнил обещанието, Друпада му се присмял, че иска изпълнение на обещание, направено в безотговорната му младост. Арджуна пленява Друпада и го кара да предаде част от царството си на Дрона. За отмъщение Друпада използва магия, чрез която му се раждат три деца: Дхрищадюмна, Драупади и Сикханди, които участват в последвалата война срещу Кауравите.
Дурьодхана се опитва да убие Пандавите като подпалва двореца им, специално построен от него от лесно запалими материали, но те са предупредени от чичо си Видура, който им изпраща миньор да прокопае тунел, през който да се измъкнат. Те успяват да избягат и да се скрият, а телата на някои от жертвите на пожара са взети за техни. Бхишма отива на брега на Ганг да изпълни погребалните ритуали на Пандавите, когато Видура го уведомява, че те са живи и му казва да пази това в тайна.

## Спечелването на Драупади
По време на криенето си Пандавите научават за церемонията (сваямбара) за избирането на съпруг на панчалската принцеса Драупади (която е въплъщение на богинята Шри). Пандавите отиват на състезанието облечени като брамини. Задачата е да се опъне могъщ лък и да се уцели цел на таван, докато се гледа в отражението ѝ в масло на пода. Повечето принцове се провалят, не можейки да повдигнат лъка. Само Арджуна и Карна успяват, но Драупади избира Арджуна и се омъжва за него с помощта на Кришна, който е братовчед на Кунти. След състезанието Кришна отива в колибата на грънчаря, където са отседнали Пандавите и се обръща към Арджуна като към стар приятел, казвайки, че може би се познават от предишни животи. Те установяват приятелство помежду си. Пандавите казват на майка си, че Арджуна е спечелил награда от състезание. Без да погледне Кунти им казва да поделят наградата и така Драупади става съпруга и на петимата братя. В предишния си живот Драупади се е молила на Шива за съпруг пет пъти и сега той изпълнил молбата ѝ по този необичаен начин.

## Индрапрастха
След сватбата Пандавите са поканени обратно в Хастинапура. Старейшините и роднините преговарят за разделяне на царството и Дхритаращра дава на Пандавите източната територия на царството, в която почти няма друго освен джунгли и пустини. Юдхищира приема с надеждата да избегне война, но нито Пандавите, нито Кауравите са доволни от споразумението. Междувременно Кришна и Арджуна се съгласяват да помогнат на бог Агни да изгори една джунгла, която е защитавана от дъжда на бог Индра. Агни подарява на Кришна диск, а на Арджуна лъкът на бог Варуна Гандива, както и неизчерпаем източник на стрели, с които Арджуна изгражда балдахин над гората, докато Агни я изгаря. След дванайсет години благоденствие и увеличаване на влиянието му, Юдхищира моли Кришна за съвет и Кришна го съветва да изпълни церемонията раджасуя яджна в новата си столица Индрапрастха. Юдхищира провежда дълга подготовка за церемонията, в която трябва да участват хиляди брамини и са нужни години за завършването ѝ, а братята му осигуряват предаността на всички знайни царе. Когато церемонията завършва Юдхищира е обявен за Велик цар (махараджа) и кани всички царе да му гостуват в прекрасната зала, която е изградил за случая. Кауравите също са поканени. Дурьодхана е изпълнен със завист и е унижен. Докато се разхожда из двореца той забелязва лъскав под и го бърка за басейн. След като му е посочена грешката той вижда езеро и решавайки, че това не е езеро стъпва в него и потъва. Драупади и Бхима му се присмиват, а той се връща в Хастинапура, планирайки унищожението им.

## Играта на зар
В отговор на ненавистта на Дурьодхана, чичо му Шакуни му казва да предизвика Юдхищира на игра на зар. Юдхищира не може да откаже предизвикателството, въпреки предупреждението на пратеника Видура. Дурьодхана предлага Шакуни да играе вместо него и посредством умението си и измама Шакуни спечелва от Юдхищира богатството и царството му. Юдхищира дори проиграва братята си, себе си и накрая съпругата си. Възторжените Каурави унижават Пандавите в безпомощното им състояние. Драупади пита дали Юдхищира я е загубил преди да загуби себе си, но Дурьодхана не обръща внимание на въпроса и брат му Душасана я докарва, влачейки я за косата в залата. Карна, все още гневен, че избрала Арджуна вместо него, я нарича уличница обслужваща петима мъже, а Дурьодхана се опитва да я съблазни като разголва бедрото си. Духшасана се опитва да я съблече пред целия двор, но честта ѝ е спасена от Кришна, който в отговор на нейната молитва чудотворно създава безкраен плат на мястото на този, който е бил свален. В яростта си Бхима се заклева, че един ден ще счупи бедрото на Дурьодхана и ще пие кръвта на Духшасана. Драупади се заклева, че ще бъде отмъстена. Един ден ще има велика война, която ще бъде водена без милост. При изричането на проклятието се чува вой на чакал. Уплашен, Дхритаращра ѝ се извинява и предлага да върне всичко, което е отнето от Пандавите. Драупади иска само свободата на съпрузите си. Виждайки, че ще загуби спечеленото Дурьодхана предлага още една игра на зар и Юдхищира отново губи. Пандавите са изпратени в изгнание за 12 години, като през 13-ата година трябва да се крият. Ако бъдат открити изгнанието им ще бъде продължено с още 12 години.

## Пандавите в изгнание
Драупади и Бхима обвиняват Юдхищира в бездействие и го питат не е ли по-добре да се бият след като е явно, че Шакуни е използвал измама. Драупади не може да разбере защо страдат, след като правдата е на тяхна страна. Юдхищира отказва да започне война, казвайки, че добродетелта, както и порочността, неминуемо ще дадат своите плодове, дори и това да отнеме време. Пандавите прекарват дванайсет години в изгнание, по време на което им се случват много приключения, а също сключват съюзи в очакване на възможна бъдеща война.
Арджуна се отправя към Хималаите в търсене на небесни оръжия, каквито са му дадени от бог Шива. Той прекарва пет години заедно с баща си Индра учейки се да владее оръжията в схватки с демони (ракшаси). Карна междувременно влиза под прикритие на служба при отшелника Парашурама, който мрази воините, също за да спечели небесни оръжия. Парашурама го дарява с могъща мантра, но когато подлага Карна на изпитание за мъжество и Карна го издържа (разкривайки, че всъщност е воин) Парашурама го проклина да забрави мантрата в мига, когато се нуждае от нея, който също ще бъде мига на неговата смърт. Карна след това среща Индра, преобразен като брамин, и тъй като е обещал да не отказва молба на брамин се съгласява да размени златната броня, с която се е родил (като син на бог Суря) за друго мощно оръжие, което обаче може да бъде използвано само веднъж. Той сваля бронята, а кожата му е разкъсана.
Пандавите спасяват Дурьодхана от плен по време на изгнанието си, за голямо негово унижение. Дурьодхана е отчаян и възнамерява да се самоубие чрез гладуване, но му се явяват демоните данави, които са се молили за раждането му, и които му обещават да обсебят армията му по време на войната, което го окуражава.
Последната година Пандавите прекарват в двора на цар Вирата. Юдхищира е преоблечен като беден брамин, а братята му и Драупади като слуги. Пълководецът на Вирата Кичака хлътва по Драупади и настойчиво се опитва да я притежава, дори я заплашва. Драупади се моли на Бхима за помощ и той, преоблечен в женски дрехи, отива вместо нея на уречена среща, където смазва от бой Кичака, който умира.

## Навечерието на войната
Междувременно Дурьодхана напада царството на Вирата, който предоставя войските си под ръководството на младия си син, който се нуждае от колесничар. Драупади препоръчва Арджуна, въпреки че е дегизиран като евнух. Арджуна не може да откаже и триумфира срещу армията на Дурьодхана. Дурьодхана отказва да върне царството на Пандавите, твърдейки че са били открити преди изтичането на срока. Той отива при Кришна с предложение за съюз, същото прави и Арджуна. Когато Дурьодхана пристига, сяда до главата на спящия Кришна в очакване на неговото събуждане, а когато се появява Арджуна сяда при нозете му. Когато Кришна се събужда зърва първо Арджуна и му предлага да направи първи избор между самия Кришна, но невъоръжен, или неговата армия. Арджуна избира Кришна и го моли да му стане колесничар, което Кришна приема. И Арджуна и Дурьодхана остават доволни от полученото.
Дхритаращра иска от Бхишма да поеме командването на армията, което той неохотно приема, като чувството му за лоялност надделява над чувствата му към Пандавите. Той обаче поставя едно условие: Карна да не се бие, тъй като е обидил неговия гуру Парашурама. Карна е силно недоволен, но приема да се включи в битката след оттеглянето на Бхишма. Кришна пристига като посредник в последен опит да предотврати войната. Той отсяда в дома на първия министър Видура, което обижда Дурьодхана, чието гостоприемство е отказано. Дурьодхана не го слуша, а заповядва на стражите да го задържат, при което Кришна се преобразява в божествената си форма, заслепявайки войниците и всички присъстващи с блестяща светлина. Красивата му форма е видяна само от чистосърдечните Бхишма, Дрона и Видура. Накрая той говори с Карна и му разкрива произхода му, но Карна чувства горчивина, че е бил изоставен от майка си и не напуска стана на Кауравите, макар да предвижда поражението им и собствената си смърт. Дурьодхана отказва да се вслуша в предупреждения и заявява, че няма да върне територия на Пандавите с размера на върха на игла.

## Битката на Курукшетра
Двете страни събират огромни армии. На страната на Пандавите са царствата Каши, Кекая, Магадха, Маця, Чеди, Пандя, както и клана Яду от Матхура, а на страната на Кауравите са царствата на Прагджьотиша, Анга, Синдхудеса, Махишмати, Аванти, както и мадрите, гандхарите, бхаликите, камбоджите и много други. Кауравите събират единайсет дивизии (една дивизия включва 21 870 колесници, 21 870 бойни слона, 65 610 коне с ездачи и 109 350 пеши войници, в съотношение 1:1:3:5). Техните пълководци са Дрона и неговият син Ашватхама, Джаядрата, Крипа и Критаварма, а върховен главнокомандващ е Бхишма. Пандавите събират седем дивизии, чиито пълководци са Друпада, Вирата, Сикханди, Сатяки, Чекитана и Бхима, а за върховен главнокомандващ е назначен Дхрищадюмна. Общият брой на войниците в двете армии е 3.94 млн. Полето Курукшетра (полето на Куру, който е прадядо и на двата рода) е избрано за битката, тъй като е смятано за свещено и дори големи грехове извършените на него ще бъдат простени. Лоши поличби се явяват, събират се лешояди и Карна предрича, че неговата страна ще загуби и че битката ще бъде голямо жертвоприношение с Кришна като върховен жрец. Двете страни се съгласяват на правила: един воин може да бъде нападнат само от един воин; воин, който се е предал не може да бъде убит или ранен; воин, който е обезоръжен или в безсъзнание не може да бъде убит или ранен; няма да се води бой през нощта; няма да се удря в гръб или по краката; няма да се използват нечестни средства. Повечето правила са нарушени поне веднъж в течение на битката. Преди битката Арджуна вижда чичо си Бхишма и учителя си Дрона и роднините си от другата страна, обзет е от съмнение и отчаяние и отказва да вдигне лъка си Гандива. Кришна му напомня дълга му да се бие за защита на космическия ред (дхарма) и същевременно му преподава учението за единение с Бог (йога) в известната Бхагавад гита. Преди битката Юдхищира отива при учителите си Бхишма и Дрона и ги моли за позволение да се бие срещу тях и за благословията им. Заради този знак на уважение Бхишма и Дрона се молят за победата на Пандавите, макар да са задължени да се бият на страната на Кауравите.

### Бхишма е повален
След девет дена водене на бой Пандавите осъзнават, че няма да могат да победят, ако не убият Бхишма. Кришна ги съветва да поставят Сикханди на предна позиция, а зад него Арджуна ще може свободно да стреля. Сикханди всъщност е Амба, жената, която Бхишма отвлякъл и след това отказал да я вземе за съпруга. Амба практикувала аскетизъм, за да научи как Бхишма може да бъде убит, след което се хвърлила в огън и се преродила като втората дъщеря на Друпада, а по-късно разменя пола си с един демон, за да стане мъж. На следващия ден Бхишма хвърля оръжията си, когато срещу му се изправя жена и Арджуна го уцелва в слабите места на бронята му толкова пъти, че от цялото му тяло стърчат стрели. Той пада от колесницата си и ляга на стрелите, без тялото му да докосва земята. По молба на Бхишма, Арджуна поставя три стрели под главата му, за да я поддържат. Бхишма умира след края на битката, по своя воля, след като се е убедил, че царството е в сигурни ръце и е дал на Пандавите уроци по управление.

### Абхиманю е повален
Новият главнокомандващ Дрона разполага армията си в дискова формация, която единствено Арджуна знае как да разбие. Арджуна е отвлечен надалеч от формацията, водейки битка с царя на Прагджьотиша Бхагадатта. Юдхищира иска от петнайсетгодишния син на Арджуна от съпругата му Субхадра Абхиманю да разбие формацията. Абхиманю чул от баща си докато бил в утробата на майка си как се разбива дискова формация и успява да я пробие, но зетят на Кауравите Джаядратха попречва на Юдхищира и Бхима да го последват. Хванат в капан, Абхиманю се бие храбро и убива мнозина, но накрая е убит чрез едновременно пронизване със седем меча. Когато Арджуна се връща в лагера и вижда тялото на сина си, тържествено се заклева, че ще се хвърли в жертвен огън, ако не успее да убие Джаядратха до залез слънце на следния ден. Дори Кришна е разтревожен от ужасната клетва. На следващия ден Джаядратха е силно охраняван и Арджуна не може да го достигне. Кришна причинява затъмнение на слънцето, убеждавайки Кауравите, че щом слънцето е залязло Арджуна трябва да е мъртъв. Радвайки се, те свалят оръжията си и Арджуна застрелва Джаядратха в главата. Бащата на Джаядратха е произнесъл клетва, казвайки, че който причини падането на главата на сина му на земята ще умре. Посредством мантри стрелата на Арджуна отнася главата на Джаядратха на километри разстояние и тя пада в скута на баща му. Той не осъзнава какво е паднало в скута му и като се изправя главата пада и той умира от собственото си проклятие.
Битката продължава и след залез слънце и за да отнеме небесното копие Индрастра, притежавано от Карна, което ще убие всеки, срещу когото е хвърлено, но може да бъде употребено само веднъж. Кришна праща синът на Бхима и демонката Хидимби Гатоткача да се бие с Карна. Гатоткача води жестока битка и Карна е принуден да използва копието, което убива Гатоткача. На следващия ден Кунти се среща с Карна и иска от него да не убива братята си. Той казва, че не може да пожали Арджуна.

### Дрона е повален
Дрона умело ръководи армията на Кауравите и нанася тежки загуби на армията на Пандавите. Кришна намеква пред Юдхищира за слабостта му: неговият син Ашватхама. Бхима убива един слон, наречен Ашватхама и казва на Дрона, че синът му е мъртъв. Подозирайки лъжа, Дрона пита Юдхищира дали синът му е мъртъв. Юдхищира изрича полулъжа „Ашватхама е мъртъв, дали човек или слон.“, но последните думи остават нечути поради звученето на тръби, надути по заповед на Кришна. Дрона хвърля оръжията си от мъка, вярвайки, че Юдхищира не би излъгал и е обезглавен от Дхрищадюмна. Преди изричането на лъжата колесницата на Юдхищира се е носела на десет сантиметра над земята, но сега пада на земята.

### Карна е повален
На шестнайсетия ден Карна и Арджуна водят ожесточена битка и Арджуна почти е победен, когато слънцето залязва и Карна прекратява схватката. На седемнайсетия ден Карна побеждава Юдхищира и Бхима, но ги помилва. Карна и Арджуна възобновяват двубоя си. Карна притежава стрела, обзета от духа на змия, която е изгубила семейството си в изгарянето на гората от Агни и иска да си отмъсти. Когато Карна стреля с нея срещу Арджуна, неговият колесничар го предупреждава, че се цели високо, но той не го слуша и уцелва диадемата на Арджуна. Когато стрелата се връща и му казва да опита отново, гордостта му не го позволява. В изпълнение на предишно проклятие, земята се разтваря и колелото на колесницата му затъва. Той призовава Арджуна да не се възползва от затруднението му, но Кришна го пита къде е била добродетелта му, когато Драупади е била унижена, а Юдхищира лишен от царство и когато Абхиманю е останал без оръжия в дисковата формация. В отчаянието си Карна се опитва да използва най-силното си оръжие, но мантрата убягва от паметта му в изпълнение на проклятието на Парашурама. Чувайки за съдбата на сина си, Арджуна стреля и обезглавява Карна, от чието тяло излиза ярка светлина и влиза в слънцето.
Същия ден Бхима разбива колесницата на Духшасана с боздугана си, поваля го и размазва гръдния му кош. Той пие от неговата кръв, казвайки че има по-хубав вкус от млякото на майка му, изпълнявайки обета, който е дал, когато Драупади била унижена в двора на Кауравите.

### Смъртта на Дурьодхана
На осемнайсетия ден Юдхищира убива последния главнокомандващ на Кауравите, чичото на Накула и Сахадева по майчина линия, Шаля, а Бхима избива останалите братя на Дурьодхана. Дурьодхана отказва да се предаде. Юдхищира му казва да влезе в двубой с който и да е от братята и ако победи царството ще бъде негово. Дурьодхана избира Бхима за противник и след равностоен двубой Бхима го удря с боздугана си в слабините, което е забранено от кодекса на войната. Гандхари е обвила Дурьодхана в защитна магия, но тъй като е носел набедрена препаска пред майка си, слабините му остават незащитени. Дурьодхана обвинява Кришна, че е подкрепил нечестното дело на Бхима, а Кришна отвръща, че в нечестна битка срещу нечестен противник са позволени нечестни средства, както и че Бхима е изпълнил обета си да смаже слабините на Дурьодхана, даден, когато Драупади е била унижена в двора на Кауравите.
Докато Дурьодхана умира, синът на Дрона Ашватхама му казва, че се е промъкнал в лагера на Пандавите през нощта и е избил малкото останали живи след битката, включително децата на Пандавите, Дхрищадюмна и Сикханди. Дурьодхана умира щастлив от новината. Петимата Пандави оцеляват, но когато научава за клането Юдхищира скърби и заявява, че победителите са били победени. Когато Пандавите търсят отмъщение Ашватхама използва небесното си оръжие, а Арджуна отвръща със своето. По молба на мъдреците, които се страхуват, че света ще бъде унищожен, Арджуна, оттегля оръжието си, но Ашватхама не може да стори същото и от злоба уцелва корема на Утара, снахата на Арджуна, която носи Парикшит, син на Абхиманю, бъдещия наследник на Пандавите. Оръжието изгаря Парикшит, но Кришна го съживява и проклина Ашватхама да се лута по земята за 6000 години.

## Краят на Пандавите
След края на войната Кришна разкрива, че боговете са я позволили, за да облекчат земята от големия ѝ товар. Юдхищира изпитва отчаяние подобно на Арджуна преди битката. Той не желае да управлява, защото това ще изисква още използване на сила. Останалите го убеждават да изпълни дълга си. Юдхищира изпълнява жертвоприношение, за опрощение на греховете от войната.
След като научава за клането, Гандхари, която е изгубила всичките си синове, проклина Кришна да стане свидетел на подобен край за собственото му семейство, защото макар и божествено въплъщение (аватар) на бог Вишну, не е спрял войната. Кришна приема проклятието, което се осъществява 36 години по-късно, когато той е ранен от стрела на странник, който го взема за елен по време на лов.
След като управляват царството 36 години, Пандавите решават да се отрекат от всичко, в съвпадение с настъпването на кали юга (тъмната епоха). Облечени само в кожи, те се оттеглят в Хималаите на път за небето. Едно безпризорно куче тръгва с тях. Един по един братята и Драупади падат от планината в бездни покрай пътя. Юдхищира дава причината за падането им: Драупади е била пристрастна към Арджуна, Накула и Сахадева са били суетни и горделиви заради красотата си, Бхима и Арджуна се гордеели със силата и стрелбата си с лък съответно. Само добродетелният Юдхищира, който е сторил всичко, за да предотврати клането, и кучето остават. Тогава се явява бог Индра и предлага на Юдхищира да го отведе в рая със своята колесница, но отказва да пусне кучето. Юдхищира не може да се раздели с толкова предано същество и баща му Дхарма е доволен от поведението му. В рая той вижда враговете си и узнава, че братята му и Драупади са в ада. Юдхищира избира да отиде при близките си, а не да остане сам в рая. Кучето разкрива, че всъщност е бог Дхарма и го отвежда в ада, където Юдхищира вижда братята и съпругата си. Дхарма го уверява, че братята и съпругата му вече са в рая, а видяното е било илюзия за негово изпитание, обяснявайки му, че е било нужно да го отведе в ада заради единствената лъжа, която изрекъл в живота си (по време на битката). Тогава Юдхищира е преобразен в божествено тяло и вижда братятя си, Карна и синовете на Дхритаращра. Юдхищира най-сетне намира мир и истинско щастие.
Внукът на Арджуна, Парикшит, управлява след тях и умира, ухапан от змия. Разгневеният му син, Джанамеджая, решава да извърши жертвоприношение на змии (сарпасатра), за да унищожи змиите. По време на това жертвоприношение му е разказана историята на предците му.